# Ungkarleskat
Ungkarleskat er en særbeskatning af ugifte mænd, som blev begrundet med, at de som fritaget for en forsørgelsespligter måtte antages at have særlig skatteevne. Skatten blev også motiveret med ønsket om at derigennem opmuntre til ægteskab. I Danmark havde man næppe for alvor tænkt sig at gennemføre denne skat, derimod har politikere i 1920'erne og 1930'erne foreslået betydelige lempelser i familieforsørgerens skattebyrde, navnlig gennem store og progressive "børnefradrag", dvs. fradrag i skatten for hvert uforsørget barn.[kilde mangler]
Benito Mussolini indførte en ungkarleskat samt moderskabsbelønning og lav skat for familier med mere end fem børn i Italien i 1930'erne.
Ungkarleskat nævnes i den danske film I de lyse nætter fra 1948, hvor Poul fortæller Linda at han skal giftes, fordi han ikke vil betale ungkarleskat.